# Дитяче (Гвардійський міський округ)
Дитяче (рос. Детское) — селище Гвардійського міського округу, Калінінградської області Росії. Входить до складу Зоринського сільського поселення.
Населення —  33 особи (2015 рік). 

## Населення
| 2002 | 2010 |
| ---- | ---- |
| 43   | ↘33  |